# SAMPSON

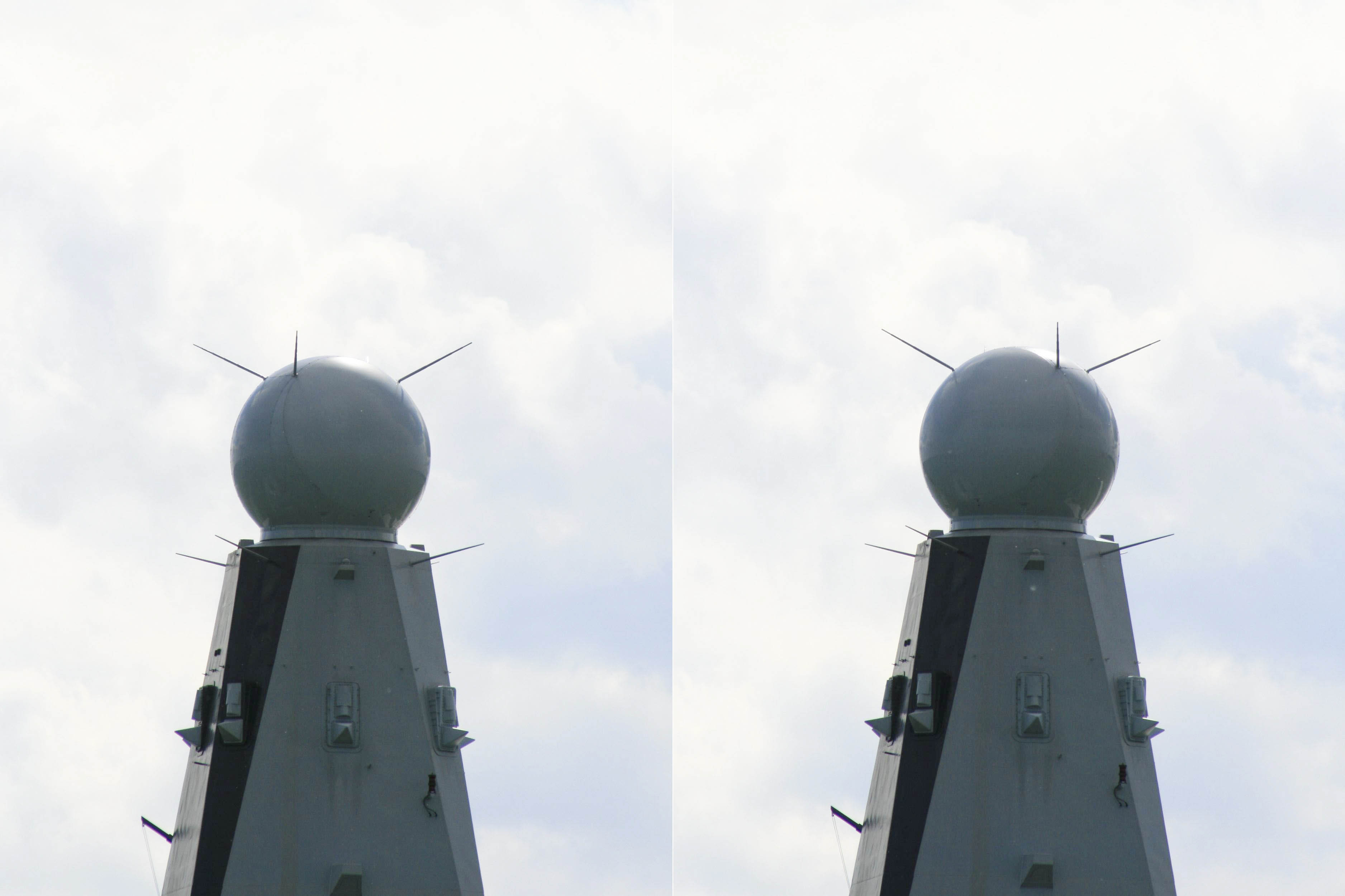
샘슨 레이다의 모습이다.

SAMPSON은 영국의 해상 레이다의 일종이다. 전자주사식 위상배열 레이다로, 400km의 거리를 탐지하는 첨단 레이다다. 구축함에 탑재되어 감시하는 레이다다.

## 스펙
샘슨은 두 개의 레이다를 붙여 회전시키는 형태로 작동한다. 이렇게 하여 360도를 완전히 감시할 수 있다. 미국의 SPY-1 레이다하고는 대조적인 모습을 이루는데, 미국 이지스함이 4면 고정형 레이다인것과 달리 회전식을 채택한 샘슨 레이다는 전력 소모를 줄일 수 있으며, 가벼운 무게 덕분에 높은 위치에 매달 수가 있다. 실제로 샘슨 레이다를 탑재한 영국 해군의 45식 구축함은 세계에서 가장 높이 레이다를 올린 군함 중 하나이다. 

### 레이다 능력
- 탐지거리: 400km
- 목표물 동시추적: 500~1,000개 이상
- 목표물 동시교전 능력: 10~12개
- 밴드: S밴드

### 레이다의 기능 모드
- 길고 중거리 탐색
- 표면 이미지 탐색
- 고속 지평선 탐색
- 높은 각도 탐지 및 추적
- 다중 표적 추적 및 다중 채널 화력 제어 가능.

## 역사
SAMPSON 개발은 영국의 다기능 전자주사식 레이다 개발 프로그램 MESAR에서 시작됐다. 이후 BAE가 1989년 11월에 MESAR 1 레이다 실험을 했다. 이 실험은 89년부터 94년까지 이어졌고, 이후 1995년 8월부터 MESAR 2 개발이 시작된다. 이 MESAR 2가 SAMPSON의 뿌리다.
영국 왕립 해군은 원래 호라이즌급 호위함에 SAMPSON MFR을 배치할 예정이었다. 호라이즌급은 프랑스, 이탈리아와 함께 개발하던 방공 호위함이다. 그러나 영국은 이 프로그램에서 빠져 독자 개발의 45형 프로그램으로 돌아선다. 그렇게 탄생한 45형 구축함은 SAMPSON 레이다를 PAAMS 미사일 체계와 합동하여, Sea Viper 라 불리는 함대 방공 체계를 구축하게 된다.

## 보유국
- 영국 - 6대

## 같이 보기
- 997식 아티산 레이다
- OPS-24
- APAR